# أوريلي فيليكس
أوريلي فيليكس (بالفرنسية: Aurélie Félix)‏ هي منافسة ألعاب القوى فرنسية، ولدت في 26 مارس 1979 في Mont-Saint-Aignan ‏ في فرنسا.

## وصلات خارجية
- أوريلي فيليكس على موقع الاتحاد الدولي لألعاب القوى (الإنجليزية)
- أوريلي فيليكس على موقع الاتحاد الفرنسي لألعاب القوى (الفرنسية)